# Limnophila penana
Limnophila penana är en tvåvingeart som beskrevs av Alexander 1967. Limnophila penana ingår i släktet Limnophila och familjen småharkrankar. Inga underarter finns listade i Catalogue of Life.